# 维加内拉
维加内拉（義大利語：Viganella），是意大利韦尔巴诺-库西亚-奥索拉省的一个市镇。总面积13平方公里，人口207人，人口密度15.9人/平方公里（2009年）。ISTAT代码为103073。